# Lögdösjön
Lögdösjön är en sjö i Timrå kommun i Medelpad som ingår i Indalsälvens huvudavrinningsområde. Sjön har en area på 0,135 kvadratkilometer och ligger 0 meter över havet. Sjön avvattnas av vattendraget Masugnsbäcken.
Sjön utgör en del av Ljustorpsåns avrinningsområde då Masugnsbäcken som är ett av Ljustorpsåns biflöden som rinner genom sjöns norra del. Sjön är omgiven av jordbruksmark på västra sidan (c:a 30procent av strandlängden), av fridtidsbebyggelse på södra sidan (c:a 20procent), av badstrand på sydöstra sidan (c:a 10procent), av tallskog på östra sidan (c:a 20procent) och av lövskog i norra delen (c:a 20procent). Lövskogsområdet vid den norra stranden utgörs till större delen av ett Natura 2000 område.
Vid Lögdösjön ligger även det populära Lögdöbadet vid sjöns sydöstra sida som har sandstrand.
Växtligheten i Lögdösjön utgörs främst av ett glest bälte av sjöfräken på västra sidan med enstaka bladvass.

## Delavrinningsområde
Lögdösjön ingår i delavrinningsområde (693746-158077) som SMHI kallar för Utloppet av Lögdösjön. Medelhöjden är 39 meter över havet och ytan är 3,79 kvadratkilometer. Räknas de 8 avrinningsområdena uppströms in blir den ackumulerade arean 19 kvadratkilometer. Masugnsbäcken som avvattnar avrinningsområdet har biflödesordning 3, vilket innebär att vattnet flödar genom totalt 3 vattendrag innan det når havet efter 8,3 kilometer. Avrinningsområdet består mestadels av skog (62 procent). Avrinningsområdet har 0,19 kvadratkilometer vattenytor vilket ger det en sjöprocent på 5,1 procent. Bebyggelsen i området täcker en yta av 0,52 kvadratkilometer eller 14 procent av avrinningsområdet.